# 와르다 알자자이리아
와르다 알자자이리아(아랍어: وردة الجزائرية, 영어: Warda Al-Jazairia, 1939년 7월 22일 ~ 2012년 5월 17일)는 알제리와 레바논의 가수이다. 아랍어로 '알자자이리아'는 국가 "알제리"를 말하며 '와르다'는 장미 한 송이를 뜻한다. 그래서 아랍 세계에서 "알제리의 장미"로도 불렸다.